# Still Alive
Still Alive este cântecul din genericul de final al jocului Portal din 2007. Este compus de Jonathan Coulton și interpretat de Ellen McLain, în rolul personajului GLaDOS. Poate fi descărcat gratuit în jocurile Rock Band, Rock Band 2 și Rock Band Unplugged.

## Legături externe
- Still Alice la MusicBrainz